# Gigio D'Ambrosio
Gigio D'Ambrosio, all'anagrafe Luigi D'Ambrosio (Imperia, 28 settembre 1959), è un conduttore radiofonico italiano.

## Biografia
Milanese d'adozione, Luigi inizia giovanissimo a lavorare nel mondo della radio: verso la fine del 1975 all'età di 16 anni entra a far parte della neonata Radio Milano International (One O One), e da quel periodo inizia a condurre programmi serali. Alla fine degli anni settanta comincia ad assumere responsabilità sui contenuti; nel 1981, oltre a continuare la conduzione dei programmi, diventa direttore artistico della radio. Nello stesso periodo inizia a presentare American Top 40, la classifica di Billboard dei singoli più venduti negli Stati Uniti. Si tratta di un Format radiofonico internazionale di proprietà della ABC Radio. D'Ambrosio, scelto dagli americani per l'edizione italiana, conduce il programma per oltre 20 anni.
Nel 1982 inizia una collaborazione che durerà per diversi anni come consulente musicale del neonato canale televisivo Canale 5. Qualche anno dopo, nel 1986 è programmista regista di Disco Ring, programma musicale della Rai. Dal 1987, parallelamente alla direzione artistica di Radio 101 - ONE O ONE, inizia la carriera di speaker e doppiatore, a tutt'oggi sua principale attività. Nel 1990 fonda Radio RockFM, emittente milanese e "sorella minore" di 101, in onda del nord Italia e che diventerà famosa con l'avvento di Internet in tutta Italia. Radio RockFM cesserà le trasmissioni 18 anni più tardi, il 30 maggio 2008. Nel 2001 conduce su LA7 oltre trecento puntate del quiz 100% prodotto da Magnolia. Nel 2005 interrompe la trentennale collaborazione con Radio 101 e torna ad occuparsi di produzione Tv in qualità di autore e produttore. Dall'inizio del 2007 conduce programmi radiofonici su Radio 105 Classics.
A luglio 2009 approda su RTL 102.5 con la conduzione del programma "Non Stop News - weekend". Da febbraio 2010 passa a condurre No problem - W l'Italia a fianco di Giorgia Surina sempre su RTL 102,5 il venerdì sabato e domenica tra le 11 e le 13. Da settembre 2010 affianca Alex Peroni prima nel programma del weekeend Music Drive e poi in The Flight in onda tutti i giorni alle 15.  L'ultimo programma condotto sulla medesima emittente è la Suite 102.5 dalle 21 alle 23 insieme a Laura Ghislandi. A settembre 2022 interrompe la collaborazione con RTL102.5.
È membro della Commissione Giovani del Festival di Sanremo nelle edizioni del 2005, 2006, 2009, 2010 e 2011 e del gruppo di selezionatori dei precasting di X Factor nelle edizioni del 2011 e 2012; tutt'oggi prosegue nell'attività di voce pubblicitaria e speaker di promo, documentari e programmi televisivi. Dal 2017 è anche "la voce del muro" al quiz preserale The Wall. È inoltre la voce fuori campo di Verissimo e annunciatore a La ruota della fortuna.